# 슬로바키아-체코 관계
슬로바키아-체코 관계(슬로바키아어: vzťahy medzi Slovenskom a Českom, 체코어: slovensko-české vztahy)는 체코슬로바키아가 벨벳 혁명 이후 분리된 슬로바키아와 체코의 양자 관계를 의미한다. 두 국가는 유럽 연합의 회원국이며, 유럽 안보 협력 기구 및 북대서양 조약 기구의 회원국이다.

## 상세
두 나라는 모두 5세기 경 등장해 거주하기 시작한 슬라브 민족으로 구성되어 있으며, 중부 유럽에 위치한다. 체코슬로바키아의 해체 이전까지 체코슬로바키아라는 한 국가로 존재했다.
슬로바키아와 체코의 영토는 모라바, 보헤미아로 잘 알려진 지역이었다. 역사적으로 체코 지역은 공업 지대였고, 슬로바키아 지역은 농업 지대였다. 중세 시대 이전에는 대모라바 왕국이, 이후에는 신성 로마 제국의 보헤미아 공국, 헝가리 대공국 등이 이 지역을 다스렸다. 보헤미아 공국의 후신인 보헤미아 왕국과 헝가리 대공국의 후신 헝가리 왕국이 이 지역을 다스렸고, 이후 오스트리아 제국, 오스트리아-헝가리가 이 지역을 다스렸다.
오스트리아-헝가리의 해체 이후 보헤미아 왕국이 독립해나갔으나, 왕정제가 폐지되고 체코슬로바키아 제1공화국이 출범하게 된다. 이후 1차대전, 2차대전을 겪으며 체코슬로바키아 제2공화국, 체코슬로바키아 제3공화국을 거쳐 체코슬로바키아 사회주의 공화국으로 이어졌다. 소련의 위성국으로서 바르샤바 조약 기구에 속해 있었다.
제3공화국 시절, 1960년대 후반에 집권한 알렉산데르 둡체크의 등장과 프라하의 봄은 체코슬로바키아 내 사회주의 및 공산주의에 대한 민중의 반발과, 체코슬로바키아의 사회주의 시스템의 전반적인 실패를 의미하는 결과였다. 당시 소련은 체코 내 민주화 요구를 묵살하고, 공산주의 블록의 이탈을 막기 위해서 바르샤바 조약군의 체코슬로바키아 침공을 결정한다. 이후 1989년, 민주화 요구에 따라 체코 슬로바키아 연방공화국으로 개편하였고, 벨벳 혁명이 일어났다. 벨벳 혁명에서 국민투표를 통해, 슬로바키아와 체코가 분리되었다. 1991년, 체코슬로바키아는 헝가리, 폴란드와 함께 비셰그라드 그룹 창설에 합의하였다.

### 분리 이후
1993년 체코슬로바키아의 분리 이후, 체코와 슬로바키아는 각각 별도로 비셰그라드에 다시 가입하였다. 2004년 5월 4일, 슬로바키아와 체코는 폴란드와 헝가리를 비롯한 다른 동유럽 국가들과 함께 유럽 연합에 가입하였다. 더 나아가, 슬로바키아는 2009년 슬로바키아 코루나를 폐지하고 유로화를 공식적으로 도입하여 유로존에 완전히 편입하였으나, 체코는 체코 코루나와 유로를 병행 사용하고 있다.

## 같이 보기
- 슬로바키아의 대외 관계
- 체코의 대외 관계